# Bataillon de tirailleurs de Brazzaville
Le bataillon de tirailleurs de Brazzaville est une unité militaire française, stationnée à Brazzaville, au Congo français, dans les années 1950.

## Création et différentes dénominations
- 1er juillet 1953 : formation du bataillon de tirailleurs de Brazzaville
- 1er décembre 1958 : renommé 9e bataillon d'infanterie de marine
- 30 septembre 1961 : dissous

## Historique
Le bataillon est créé le 1er juillet 1953 en regroupant la compagnie de quartier-général de l'Afrique-Équatoriale française (AEF), la compagnie de garnison de Brazzaville, la compagnie portée du Bataillon de tirailleurs du Congo-Gabon, la compagnie mixte de transmissions de l'AEF, la compagnie mixte d'ouvriers d'artillerie coloniale et l'école d'enfants de troupe « Général Leclerc ». Il prend le nom de 9e bataillon d'infanterie de marine le 1er décembre 1958 et est dissous le 30 septembre 1961.

## Insigne
L'insigne est homologué en 1955 G.1196. La description officielle est la suivante : « ancre des troupes coloniales d’or chargée sur la tige d’une croix de Lorraine d’azur bordée de gueules et sur le diamant de gueules à une flamme d’argent (Brazzaville) et brochant sur un avant de pirogue d’argent flanquée des inscriptions BRAZZA et MALAMINE ».
L'écusson de gueules à la flamme d'argent est une reprise partielle des armoiries de Brazzaville. L'ogive formé par l'avant de la pirogue peut également faire référence à l'architecture de la basilique Sainte-Anne-du-Congo de Brazzaville. Brazza et Malamine sont les deux héros de la colonisation française du Congo face à Henry Morton Stanley. Une version avec un tricolore français, en souvenir du drapeau amené par Malamine, est proposée mais n'est pas choisie.